# Giancarlo Abete
Giancarlo Abete (Roma, 26 agosto 1950) è un imprenditore, politico e dirigente sportivo italiano, presidente della Federazione Italiana Giuoco Calcio dal 2007 al 2014 e commissario della Lega Nazionale Dilettanti dal 16 novembre 2021. Dal 21 marzo 2022 ricopre la carica di Presidente della Lega Nazionale Dilettanti. 

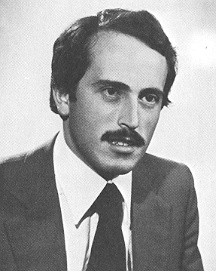

Dal 2007 al 2014 ha rivestito per due mandati la carica di presidente della Federazione Italiana Giuoco Calcio (FIGC), mentre dal 2011 è vicepresidente dell'Unione delle federazioni calcistiche europee (UEFA). È amministratore delegato del Gruppo Abete.

## Biografia
Figlio del cavalier Antonio Abete e di Maria Basile, entrambi di origini campane, compie studi classici al liceo "Massimo" di Roma e si laurea in Economia e Commercio alla Sapienza.
È fratello di Luigi Abete, ex presidente di Confindustria e ex presidente della Banca Nazionale del Lavoro. È sposato e ha due figlie.

## Carriera
È stato deputato della Repubblica italiana nella ottava, nona e decima legislatura, dal 1979 al 1992, con la Democrazia Cristiana.
È imprenditore nel settore grafico, editoriale e dell'informazione (il nome Abete grafica è stato anche stampato sulle schedine del Totocalcio), presidente e componente del consiglio di amministrazione di diverse società del Gruppo Abete (gruppo che tra l'altro detiene la partecipazione di varie società del settore dell'informazione come Askanews, Cinecittà, Sviluppo Programmi Editoriali e Bancaria Editrice) ed inoltre ha ricoperto il ruolo di presidente dell'Unione Industriali Roma e Lazio dal 1994 al 2000 e di Federturismo Confindustria dal 1999 al 2003. Ha anche fatto parte della giunta di Confindustria del Lazio fino al 2001.
Dal 1989 al 1990 è stato a capo del Settore Tecnico della FIGC e in seguito della Lega Professionisti Serie C, fino al 1997. Per due volte (dal 1996 al 2000 e dal 2001 al 2006) è stato vicepresidente della Federazione. Alle elezioni del 2000 ottenne la maggioranza del 67% dei voti, ma fu posto il diritto di veto. Ha fatto parte, come capo delegazione, della vincente spedizione italiana ai Mondiali di Germania 2006.
È stato eletto presidente FIGC il 2 aprile 2007, con 266 voti su 271, succedendo al periodo di commissariamento di Luca Pancalli. È presidente nazionale UCID - Unione Cristiana Imprenditori Dirigenti. Il 22 marzo 2011 viene eletto vicepresidente UEFA.
Il 14 gennaio 2013 viene rieletto presidente della FIGC con il 94,34 % dei voti, essendo anche l'unico candidato in corsa, e viene così riconfermato fino al 2017. In occasione del Gran Galà del calcio AIC del 27 gennaio 2013 annuncia di non volersi ricandidare al termine del mandato. Il 24 giugno 2014, in seguito all'eliminazione della nazionale italiana al primo turno del campionato del mondo, ha annunciato l'intenzione di dimettersi dalla carica di presidente federale. Dimissioni poi formalizzate in Consiglio Federale il successivo 30 giugno. Ancora vicepresidente UEFA, il 15 novembre 2016 viene eletto consigliere federale della FIGC in quota Lega Pro con 51 preferenze e il 9 maggio 2018 viene candidato di nuovo alla presidenza della federazione sostenuto da Lega Dilettanti, Lega Pro, AIC e AIA ma a giugno si scopre che non può ricandidarsi per una questione di limite dei mandati dato che ne ha fatti già 3.
Il 18 dicembre 2019 il Consiglio Federale della FIGC lo nomina commissario ad acta della Lega Serie A in sostituzione di Mario Cicala.
Dopo questa esperienza durata qualche settimana, sempre il Consiglio Federale il 16 novembre 2021 nomina Abete commissario della Lega Nazionale Dilettanti, per un massimo di sei mesi, dopo le dimissioni di Cosimo Sibilia.
Il 21 marzo 2022, viene eletto all'unanimità Presidente della Lega Nazionale Dilettanti, il numero dieci nella storia. Il 23 settembre 2024 viene rieletto all’unanimità per i successivi quattro anni.
Al 2025 è consigliere federale Lega Nazionale Dilettanti della Figc. 

## Onorificenze
- Premio internazionale Lupo D'oro

Anno 2011 Licodia Eubea